# Обут, Александр Михайлович
Александр Михайлович Обут (1911—1988) — советский геолог, палеонтолог и стратиграф, доктор геолого-минералогических наук, профессор, Заслуженный деятель науки РСФСР.

## Биография
Родился 20 августа (2 сентября) 1911 года в сельской местности Поволжья в семье медиков.
В 1936 году окончил Ленинградский государственный университет.
В 1935—1936 годах прошёл вневойсковую подготовку со стажировкой в военной части.
В 1939—1940 годах — младший лейтенант, командир взвода поисковой разведки 329-го стрелкового полка 70-й стрелковой дивизии (впоследствии — 45-й гвардейской) генерала К. А. Мерецкова.
Участвовал в Советско-финской войне. Был ранен, в январе 1940 года уволен в запас в звании старшего инженера-лейтенанта.
В 1941—1942 годах — инженер-геолог, начальник геологической партии во время правительственной командировки в Китай.
В 1942—1946 годах — начальник партии Киргизского геологоуправления.
С 1946 года работал в Ленинградском университете. Аспирант, защитил кандидатскую диссертацию по ископаемым Граптолитам (1947) и получил звание старший научный сотрудник.
В 1960 году защитил докторскую диссертацию.
С 1961 года работал заведующим лабораторией в Институте геологии и геофизики Сибирского отделения АН СССР.
Одновременно, профессор Новосибирского государственного университета, с 1983 года — профессор-консультант.
Скончался 23 декабря 1988 года в городе Новосибирск.

## Членство в организациях
- 1941 — Всесоюзное палеонтологическое общество[5]
- 1966 — Геологическое общество Франции[6]

## Награды и премии
- Орден «Знак Почёта»
- Медаль «Ветеран труда»